# Nieuw Kamer Orkest

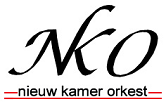

Het Nieuw Kamer Orkest is een sinds 17 juni 2008 bestaand kamerorkest, opgericht voor en door conservatoriumstudenten uit heel Nederland. Jussi Jaatinen is de chef-dirigent en artistiek leider.

## Het Nieuw Kamer Orkest
Het Nieuw Kamer Orkest wordt gerund door het bestuur van Stichting Nieuw Kamer Orkest. Deze stichting heeft ten doel het uitvoeren van orkestmuziek in kleine bezetting, om zo jonge talentvolle muzikanten, op het gebied van klassieke muziek in een kamerorkest, de kans te geven zich artistiek op hoog niveau te kunnen uiten en ontwikkelen. Het orkest bestaat uit ongeveer 45 studenten, verbonden aan de grote conservatoria in heel Nederland. Het orkest organiseert ongeveer twee projecten per jaar, meestal in het najaar en in het voorjaar. 

## Geschiedenis
De stichting is oorspronkelijk in leven geroepen door drie conservatoriumstudenten. Nadat zij in 2008 hun middelbare school succesvol hadden afgerond, leidden hun weg naar drie verschillende conservatoria. Zo ontstond het idee om een kamerorkest op te richten; om zichzelf en medestudenten, buiten hun eigen instelling, een extra kans te bieden hun talent te ontwikkelen. 

## Project 2008
In november 2008 heeft het Nieuw Kamer Orkest een veelbelovende start gemaakt. In twee concerten in Amsterdam en Leiden op 14 en 21 november 2008 werd de Variaciones Concertantes van de Argentijnse componist Alberto Ginastera, de tweede symfonie van Franz Schubert en het celloconcert van Edward Elgar gespeeld, met als solist Steven Bourne. 
Er bleek veel aandacht te zijn voor het Nieuw Kamer Orkest, wat onder andere bleek uit een lovende recensie. Het Leidsch Dagblad schreef: "Het Nieuw Kamer Orkest heeft een rijpe, evenwichtige klank, stevig en zelfbewust."

## Project 2009 "Sneeuwspel"
Het tweede project "Sneeuwspel", vond plaats in november 2009. Het orkest liet zich horen in Utrecht, Leiden en Amsterdam.
Het NKO speelde Cantus Arcticus van Einojuhani Rautavaara, een stuk waar op de achtergrond arctische vogels te horen zijn. Hierna werd het linkerhand pianoconcert van Sergei Prokofiev in Bes gespeeld, met als solist Daniël Kramer. Het programma werd besloten met de 9de symfonie van Dmitri Sjostakovisj.

## Project 2010 "The Telephone"
Komend novemberproject komen wij op voor het belang van klassieke muziek in de samenleving. Met concerten in Amsterdam Beurs van Berlage, Utrecht Janskerk en Leiden Stadsgehoorzaal) op resp. 14, 27 en 28 november 2010 wordt de komische opera ´The Telephone, or l´amour a trois' van Gian Carlo Menotti (incl toneelspel van zangsolisten Bernadeta Astari en Dody Soetanto) uitgevoerd. Er wordt een speelse maar toegankelijke manier een oproep gedaan naar het belang van klassieke muziek. 
Ook wordt 'Knoxville - Summer of 1915' van Samuel Barber (solist: Kitty de Geus) uitgevoerd, samen met de speelse 'Don Quichotte à Dulchinée' van Maurice Ravel en de sfeervolle Kammersymfonie van Franz Schreker.